# Onoguri
Onoguri ali Oguri (turško Onoğurlar) so bili turška nomadska plemenska zveza, ki je od 5. do 7. stoletja vladala v pontsko-kaspijski stepi in Povolžju. Onoguri so govorili ogurski jezik.

## Ime
Ime Onoğur naj bi izhajalo iz izraza On-Oğur - deset Oğurjev (plemen). Sodobni znanstveniki menijo, da turška izraza za pleme oğuz in oğur izhajata iz turškega *og/uq, ki pomeni sorodstvo ali sorodnost. Izraza sprva nista imela enakega pomena,  saj je oq/ogsiz pomenil puščica, medtem ko je oğul pomenil potomec, otrok, sin. Ena od domnev kaže, da etnonim Ogri (Madžari) verjetno izhaja iz Onogurov.

## Jezik
Onogurski ali ogurski jeziki so veja turških jezikov. Nekateri znanstveniki menijo, da je hunski jezik tesno povezan  z ogurskimi jeziki. Ta razširjena skupina ogurskih jezikov se imenuje 
hunsko-bolgarski jeziki.

## Zgodovina
Onoguri so bili eno prvih ogurskih turških plemen, ki so prišla v  Pontsko-kaspijsko stepo kot posledica selitev, ki so se začele v notranji Aziji. Movses Kagankatvaci iz 10. stoletja je zapisal, da je domnevno v poznem 4. stoletju v Perzijo vdrl  nek Honagur, "Hun  iz Honka". Bil je v sorodu z Onoguri, ki so živeli  blizu Zakavkazja in Sasanidskega cesarstva. Zgodovinarji s tam dogodkom povezujejo tudi Hionite.
Bizantinski diplomat Prisk omenja, da so leta 463 prišli k cesarju v Konstantinopel predstavniki Ernahovih Saragurov (Belih Ogurov), Ogurov in Onogurov in mu  pojasnili, da so jih iz njihove domovine pregnali Sabiri, ki so jih v Notraji Aziji napadli Avari. Ta preplet dogodkov kaže, da so bila ogurska plemena povezana z ljudstvoma Ting-ling in Tiele. Domneva se, da so pripadali najzahodnejšim plemenom ljudstva Tiele, ki je vključevalo tudi Ujgure-Tokuz Oguze in Turke Oguze, in so bili sprva naseljeni v zahodni Sibiriji in Kazahstanu. Cesar Leon I. Tračan  je Ernahu podelil ozemlje izdajalskega Aktazira Karadača, ki približno ustreza sedanji Ukrajini. Med poznejšimi kralji Hunov Onogurov se omenjajo Grod, Mugel in Sandilh, katerega Utiguri so bili vpleteni v državljansko vojno proti Kinialonovim Kutrigurom.
Izvor Kutrigurov in Utigurov, ki so živeli v bližini Onogurov in Bolgarov, ter njihov medsebojni odnos sta nejasna. Zgodovinarjem   ni znano niti to, kako je nastala zveza med Onoguri in Bolgari, saj si jo predstavljajo kot dolg proces, v katerem se je združilo več različnih skupin plemen.V tem času so Bolgari morda predstavljali veliko plemensko zvezo, katere jedro so bili Onoguri in, med drugimi, ostanki Utigurov in Kutrigurov.
Jordan je v svoji Getici (551) omenil, da so bili Hunuguri (verjetno Onoguri) znani po trgovanju s kunjim krznom. V srednjem veku je bilo  kunino krzno nadomestek za kovan denar. To hkrati kaže, da so živeli v bližini gozdov in bili v stiku z ugrofinskimi ljudstvi.
Psevdo-Zaharijev sirski prevod Cerkvene zgodovine iz okoli leta 555 omenja v zahodni Aziji naslednja plemena: Avnaguri (domnevno Onoguri), wngwr (Onoğuri) in wgr (Oguri). Avtor je ob tem zapisal: 
"Avnaguri (Aunagur) so ljudje, ki živijo v šotorih.  Avgar, sabir, burgar, alan, kurtargar, avar, hasar, dirmar, sirurgur, bagrasir, kulas, abdel in heftalit je trinajst ljudstev, ki živi v šotorih in se preživlja z mesom domačih živali in rib, divjih živali in z njihovim orožjem (ropanjem)".
O Bolgarih in Alanih v prvi polovici 6. stoletja je dodal: 
"Dežela Bazgun ... se razprostira do Kaspijskih vrat in do morja, ki  je v hunskih deželah. Onkraj vrat živijo Burgari (Bolgari), ki imajo svoj jezik in so ljudje pogani in barbari. Imajo mesta. In Alani - imajo pet mest".
Onoguri (Oguri) so bili v virih iz 6. in 7. stoletja omenjeni predvsem v zvezi z avarsko in gokturško osvojitvijo zahodne Evrazije.
V zgodnjem 7. stoletju je Teofilakt Simokat zapisal, da je neko onogursko mesto Vakat pred njegovim življenjem uničil potres. Sogdijsko ime mesta kaže, da se je nahajalo v bližini iranske Srednje Azije.

### Stara Bolgarija
Bolgarski vladar Kubrat je sredi 7. stoletja vključil Onogure v svojo Veliko Bolgarijo, ki jo je ustanovil po uspešnem uporu proti Avarom.<ref> Bizantinski cesar Konstantin VII. je sredi 10. stoletja zapisal, da so se Bolgari prej imenovali Onogunduri.

## Opomba
1. ↑  Etnonim Huni, tako kot etnonima Skiti in Turki, je generični izraz za stepsko ljudstvo (nomade) in invazivne sovražnike z vzhoda, ne glede na njihov dejanski izvor in identiteto.[9][10]